# Paddy Duffy
Paddy Duffy, właśc. Patrick Duffy (ur. 12 listopada 1864 w Bostonie, zm. 19 lipca 1890 tamże) – amerykański bokser zawodowy, pierwszy zawodowy mistrz świata według Queensberry Rules.
Był z pochodzenia Irlandczykiem. Pierwsze walki zawodowe stoczył w 1884. Zdaniem jednego ze źródeł w całej karierze zanotował tylko trzy porażki, podczas gdy inne wymieniają tylko jedną – z Jackiem McGee w 1884.
Po pokonaniu Billy'ego McMillana 30 października 1888 przez dyskwalifikację w 17 rundzie Duffy został ogłoszony mistrzem świata w kategorii półśredniej. Obronił ten tytuł wygrywając z Tomem Meadowsem z Australii 29 marca 1889 przez dyskwalifikację w 45. rundzie.
Była to jego ostatnia walka, gdyż zapadł na gruźlicę, na którą zmarł w lipcu 1890.
Został wybrany w 1994 do Międzynarodowej Bokserskiej Galerii Sławy.